# Locotrator
Locotrator é uma máquina (veículo) de tração sobre trilhos, geralmente acionada por um motor térmico ou elétrico, que costuma ser de fraca ou média potência.
Geralmente é otimizado para o seu trabalho, sendo relativamente baixa potência, mas com uma partida de alto esforço de tração para que veículos pesados possam se mover rapidamente. Comutadores são voltados para a produção alta de torque, mas são restritos a baixas velocidades, têm pequeno diâmetro e rodas motrizes.